# Mietshaus Wittenberger Straße 72

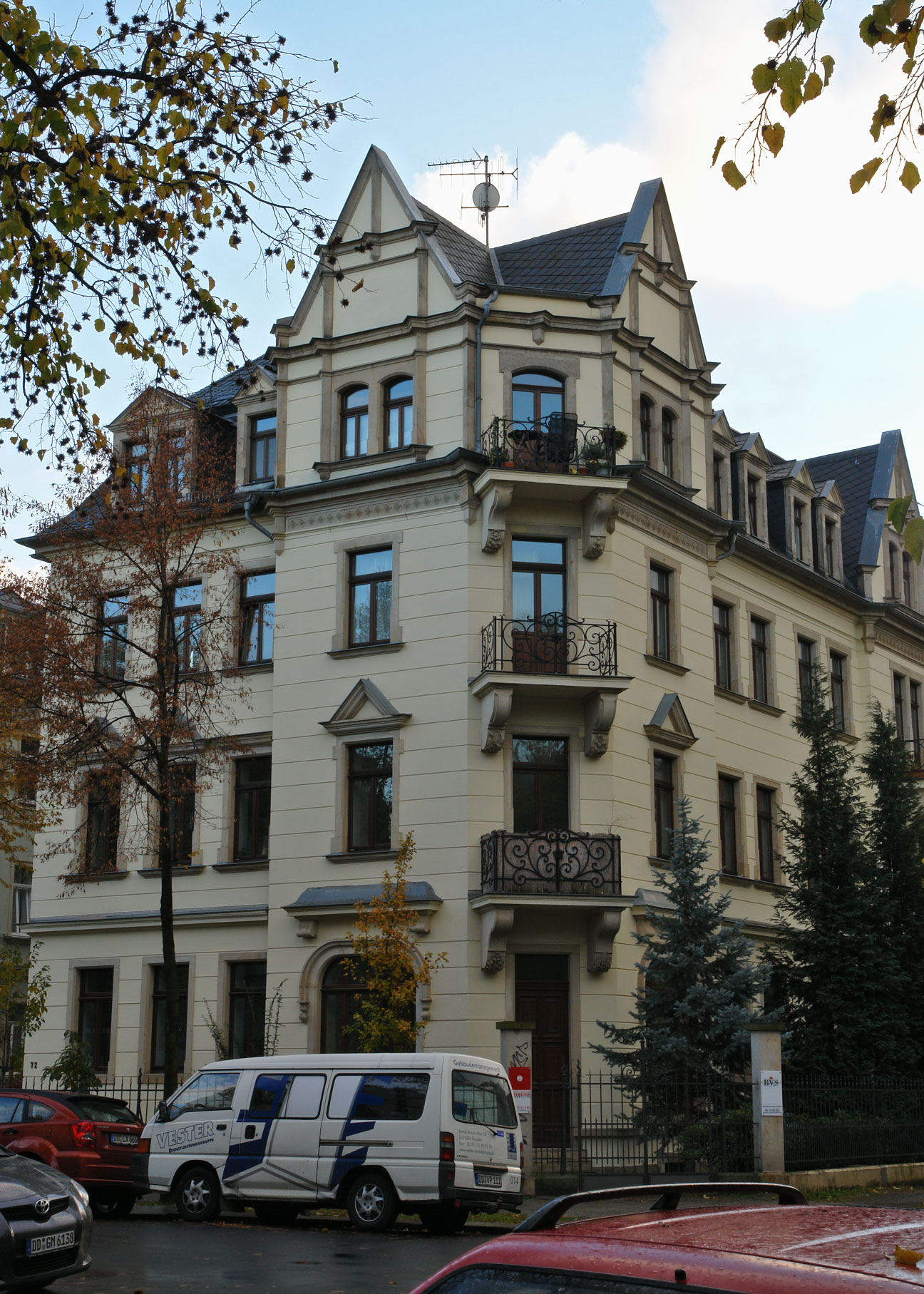
Wittenberger Straße 72

Das Mietshaus Wittenberger Straße 72 ist ein denkmalgeschütztes Mietshaus in Dresden-Striesen. Es wurde um 1900 erbaut.
Das Gebäude liegt zusammen mit der Nr. 70 an der Kreuzung mit der Tzschimmerstraße auf den gegenüber liegenden Straßenseiten und wurde etwa zur selben Zeit mit einer nahezu identischen, aufwendigen Eckgestaltung gebaut. Im Stil entsprechen beide den für dieses Stadtviertel typischen historistischen Formen.
Im 2005 erschienenen Städteband Dresden des kunsttopographischen Standardwerks Handbuch der Deutschen Kunstdenkmäler (dem sogenannten Dehio-Handbuch) ist es nicht mehr dargestellt, nachdem das Mietshaus in dem 1996 publizierten Band über den Regierungsbezirk Dresden (Sachsen I) noch aufgeführt war.